# Capilla de San Salvador (Universidad de Saint Andrews)
La Capilla de San Salvador (en inglés St Salvator's Chapel) es una de las dos capillas que pertenecen a la Universidad de St. Andrews, siendo la otra la Capilla de San Leonardo. Fundada en 1450, fue construida en estilo gótico tardío, siendo reformada en los años 1680, 1860 y posteriormente en el siglo XX.
La capilla cumple su servicio religioso -particularmente los domingos-, pero funciona también como auditorio donde se realizan ceremonias de graduación, entre otras. Tiene su propio coro y órgano.